# Paul Rogers (baloncestista)
Paul Andrew Rogers (nació el 29 de septiembre de 1973 en Adelaida, Australia) es un exjugador de baloncesto australiano. Con 2.13 metros de estatura, jugaba en el puesto de pívot.

## Biografía
Rogers jugó en la temporada 1992-93 en el Adelaide 36ers. Durante varios años jugó en Europa, en el Casademont Girona y en el Real Madrid de España. Además jugó en Estados Unidos para la Universidad Gonzaga, en la NCAA en 1995.
Además Rogers representó a Australia en dos Juegos Olímpicos, en 2000 y 2004 y también en el Campeonato del Mundo de 1998.
Tuvo numerosas lesiones en su carrera incluyendo cuando iba a ir a la NBA. Estuvo en el draft de 1997 y fue escogido por Los Angeles Lakers y cedido a los Toronto Raptors, aunque nunca jugó un partido.
En 1999 volvió a Australia para jugar en el Perth Wildcats. En el año 2000 fue nombrado MVP de la Liga australiana sucendiendo a Steve Woodberry. En 2003 volvió a los Adelaide 36ers y en 2006 fue el capitán de los Wildcats para la temporada de liga 2006/07.